# Al-Bira (Syria)
Al-Bira (arab. البيرة) – wieś w Syrii, w muhafazie Aleppo, w dystrykcie Manbidż. W 2004 roku liczyła 1800 mieszkańców.